# Bismut
|  | Per a altres significats, vegeu «Bismut natiu». |

El bismut és l'element químic de símbol Bi i nombre atòmic 83. Es tracta d'un metall del bloc p. Les seves propietats químiques són semblants a les de l'arsènic i l'antimoni, els dos elements que el precedeixen en el grup 15 (pnicurs). Es pot trobar en forma elemental a la natura i els seus sulfurs i òxids tenen una gran importància comercial.
És pesant, fàcil de trencar i blanc cristal·lí. S'obté com un subproducte refinat del coure (Cu), plom (Pb) i estany (Sn). És el metall amb el major diamagnetisme i, després del mercuri, és el metall amb menys conductivitat tèrmica. Mostra una radioactivitat extremament feble.
Existeix en la natura com a metall lliure i en minerals. Els principals dipòsits estan a Sud-amèrica, però als Estats Units s'obté principalment com a subproducte del refinat dels minerals de coure i plom. Fou un dels 10 primers metalls a descobrir-se. Va tenir un paper molt destacat durant els anys de la Segona Guerra Mundial, ja que va ser un material clau per les investigacions de la bomba atòmica, i utilitzat per a soldadures, aliatges fusibles i va servir també com a remei de certes malalties sexuals i digestives com també per a curar cremades ocasionades per les bombes.
L'element lliure té una densitat que és el 86% de la del plom. És un metall trencadís amb un color blanc platejat quan està acabat de produir, però sovint es veu en l'aire amb un tint de color rosa a causa de l'oxidació de la superfície. L'òxid que aquest element té a la superfície creix de manera desproporcionada, i hi ha més gruix a les vores que a l'interior, i per aquest motiu presenta una varietat de colors tan diferents que va des del blau fins al groc.
S'utilitza en alguns aliatges i alguns dels seus compostos s'utilitzen com cosmètics i en aplicacions farmacèutiques. Degut a l'alta toxicitat del plom, l'ús d'aliatges amb bismut com substitut del plom ha fet que aquest element tingui una creixent importància comercial.
Quan és sòlid flota sobre el seu estat líquid per tenir una menor densitat en l'estat sòlid. Aquesta característica és compartida amb l'aigua, el gal·li, l'àcid acètic, l'antimoni i el silici
Alguns minerals que contenen bismut són la galenobismutita: PbBi₂S₄ o la bismutinita.

## Història
El bismut era conegut en èpoques molt primerenques, ja que es se'l troba en estat natiu i també en compostos. Durant molts segles, però, no es reconegué clarament com un metall diferent, als antics manuscrits el bismut era confós sovint amb el plom, l'estany, l'antimoni i fins i tot amb la plata. Els elements amb propietats similars només van poder ser reconeguts amb proves que no eren disponibles abans del segle xviii. A més els primers químics creien que els metalls creixien a la terra, com les plantes, i que metalls poc atractius com el plom eren inmadurs, a continuació hi havia el que ja s'havien desenvolupat parcialment, com l'estany, i finalment els més madurs, la plata i l'or. Aquestes creences feien que la identificació fos molt difícil.
En els escrits del segle xv del monjo alemany Basil Valentine, aquest element es coneix com a Wismut, un terme que pot haver estat derivat d'una frase alemanya que significa 'massa blanca'. Fou emprat en aliatges de bronze pels inques d'Amèrica del Sud durant el segle xvi. El seu nom alemany fou llatinitzat a bisemutum pel mineralòleg Georgius Agricola, que en reconegué les característiques distintives i descrigué com obtenir-lo dels seus minerals. El polonès Caspar Neumann a principis del segle xviii també el reconegué com un metall diferent. Finalment el bismut fou reconegut com a metall específic a mitjan segle xviii i les obres sobre la seva química foren publicades el 1739 pel químic alemany Johann Heinrich Pott (1692—1777) i el 1753 pel francès Claude François Geoffroy (1729-1753).

## Disponibilitat, producció i preu
Aquest material és dos cops més abundants que l'or en l'escorça terrestre. Cada any es produeixen aproximadament 8900 tones de Bismut. Els països més productors de bismut són Xina (6.500 tones), Perú (1.100 tones) i Mèxic (850 tones) (dades del 2010).
Durant la segona guerra mundial, aquest material tenia un preu de 2,75 $/kg. Durant els anys del 1950-1964, per tal d'estabilitzar el mercat, el preu va augmentar fins a 4,96 $/kg.

## Característiques principals

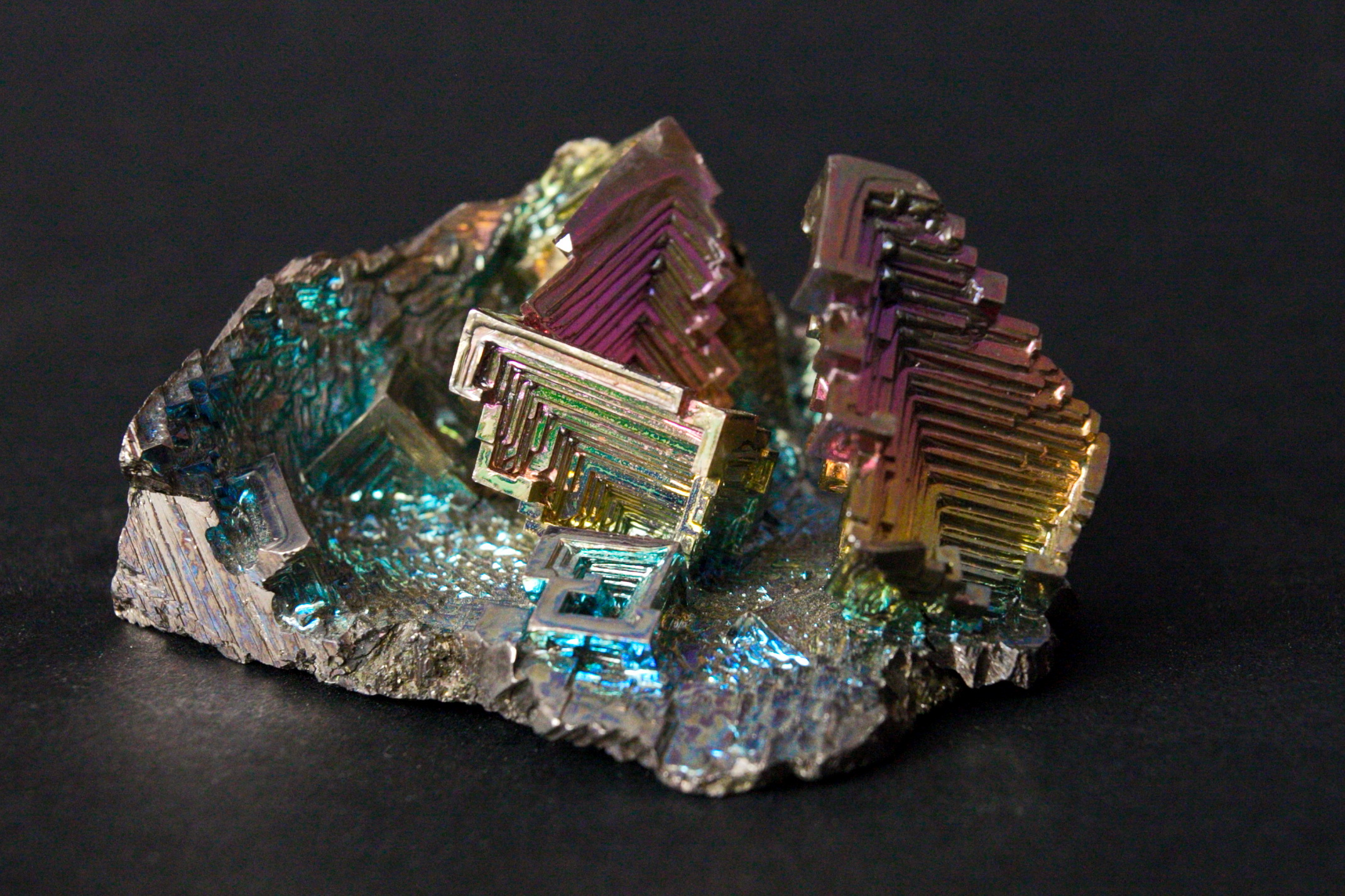
Bismut cristal·litzat, sintetitzat per Marc Boada

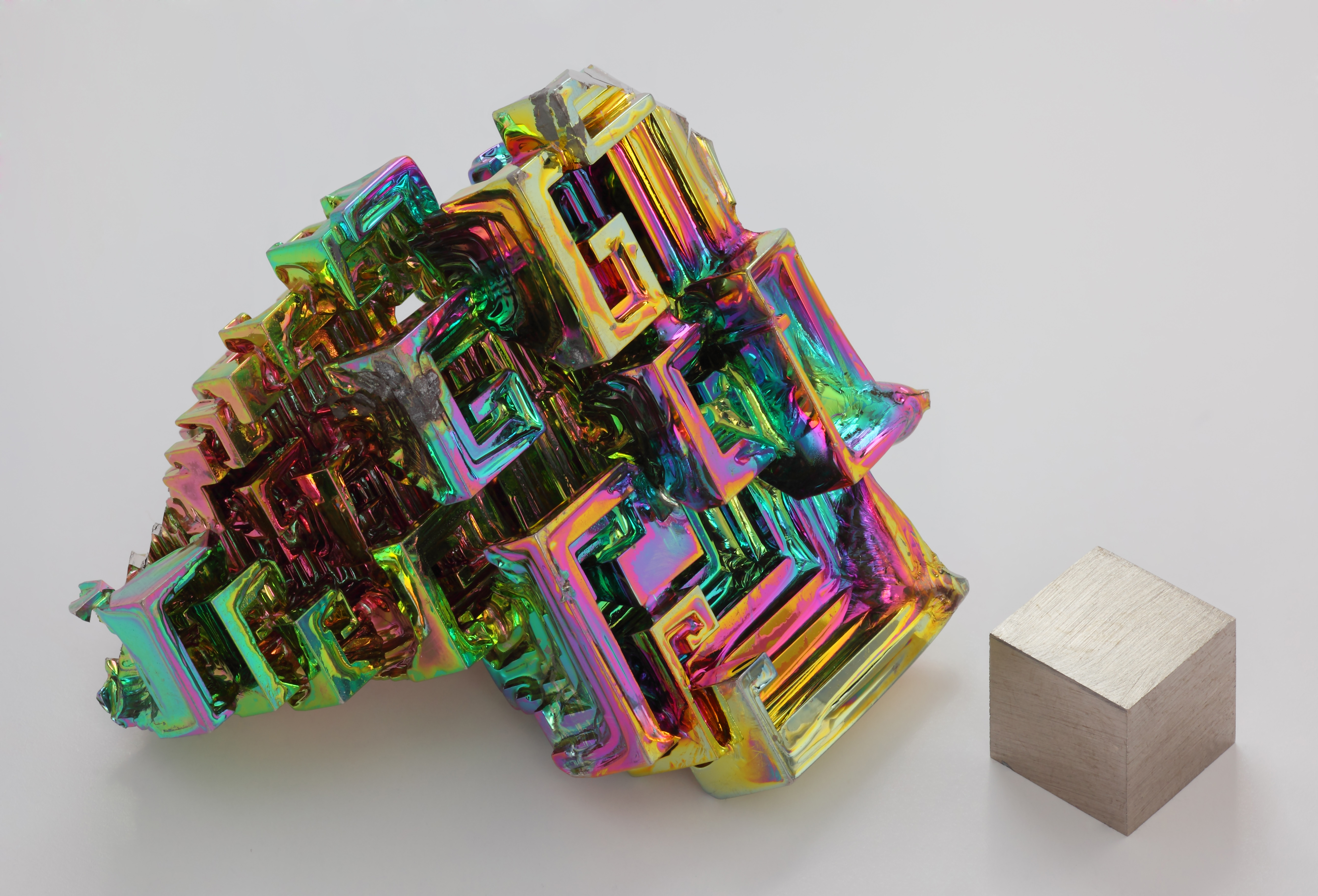
A l'esquerra, cristall sintètic de bismut. La superfície iridescent és una capa molt fina d'òxid. Al costat hi ha un cub d'1 cm³ d'alta puresa

El bismut és un metall cristal·lí, blanc grisenc, llustrós, dur i trencadís. És un dels pocs metalls que s'expandeixen en solidificar. En gairebé tots els compostos de bismut està en forma trivalent. No obstant això, de vegades pot ser pentavalent o monovalent. El bismutat de sodi i el pentafluorur de bismut són potser els compostos més importants de Bi(V). El primer és un agent oxidant poderós i l'últim un agent fluorant útil per a compostos orgànics.
Durant el seu procés de refredament, el bismut forma cristalls grossos amb solcs en forma de V. Quan es refreda molt lentament bismut de puresa molt elevada, aquests cristalls poden créixer fins a dimensions extraordinàries. Es troba entre el plom (82), i el poloni (84), dos elements altament tòxics o radioactius. Per tant, és curiós que s'utilitzi per a la creació de fàrmacs estomacals com el Pepto-Bismol. Es troba al mig dels metalls pesants tòxics, i fins ara es coneix que en la seva forma metàl·lica no ho és, de tòxic.
És el darrer element estable: cap element de nombre atòmic superior a 83 no té isòtops estables. El bismut tècnicament parlant tampoc té cap isòtop estable, encara que a la pràctica es comporti com a tal. L'únic isòtop estable és el de massa 209.
Origen del nom: de la paraula alemanya wissmuth (massa blanca).
Un fet que comparteix amb uns altres pocs elements de la taula periòdica (antimoni, germani, silici i gal·li) és la seva densitat més elevada en estat líquid que en estat sòlid. (densitat en líquid: 10,05 g/cm3 ; densitat en sòlid: 9,78 g/cm³)

## Isòtops
Es coneixen 59 isòtops del bismut, tots ells radioactius, els seus períodes de semidesintegració oscil·len entre pocs mil·lisegons i milers d'anys. Durant molt temps es va pensar que hi havia un isòtop estable, el 209Bi, però en els primers anys de la dècada del 2000 es va descobrir que el seu període de desintegració és d'uns 19.000.000.000.000.000.000 anys, i per tant, encara no s'ha desintegrat completament. El 100% del bismut que hi ha a la natura és 209Bi.

## Aplicacions
El bismut té moltes aplicacions tècniques, químiques i mèdiques. És un component d'aliatges de baix punt de fusió, com metall de Wood (70 °C) o de Rose (98 °C), que s'empren en parts que es poden fondre de ruixadors automàtics, soldadures especials, segells de seguretat per cilindres de gas comprimit i en apagadors automàtics d'escalfadors d'aigua elèctrics i de gas. En la dècada del 1990 es va començar a investigar la possibilitat de substituir el plom pel bismut, amb l'avantatge que aquest no és tòxic. Es va investigar en certs àmbits com en els esmalts, en la pesca, greixos lubricants, processament d'aliments i la caça. El germanat de bismut (Bi₄Ge₃O₁₂) s'utilitza per als detectors d'escintil·lació.
El subsalicilat de bismut s'utilitza en farmacèutics per calmar acidesa d'estómac i diarrea i tota una sèrie de malalties, amb més d'una vintena de marques comercials. S'utilitzava també en la radiografia com medi de contrast, però es va reemplaçar pel sulfat de bari. En cosmètica s'utilitza el clordiòxid de bismut com pigment.

## Efectes del bismut sobre la salut
El bismut i les seves sals poden causar danys en el fetge, encara que el grau d'aquest dany és normalment moderat. Grans dosis poden ser mortals. Industrialment, és considerat com un dels metalls pesants menys tòxics. Enverinament greu i de vegades mortal pot ocórrer per la injecció de grans dosis en cavitats tancades i d'aplicació extensiva a cremades (en forma de compostos solubles del bismut). S'ha declarat que l'administració de bismut ha de ser detinguda quan aparegui gingivitis, ja que de no fer-ho és probable que resulti en estomatitis ulcerosa.
Es poden desenvolupar altres resultats tòxics, com ara sensació indefinida de malestar corporal, presència d'albúmina o una altra substància proteica en l'orina, diarrea, reaccions cutànies i de vegades exodermatitis greu.
Vies d'entrada : Inhalació, pell i ingestió.
El bismut no es considera un carcinogen per als humans.
Inhalació: ENVERINAMENT. Pot ser un gas desagradable provocant irritació respiratòria. Pot causar mal alè, sabor metàl·lic i gingivitis.
Ingestió: ENVERINAMENT. Pot causar nàusees, pèrdua de gana i de pes, malestar, albuminúria, diarrea, reaccions cutànies, estomatitis, mal de cap, febre, falta de son, depressio, artràlgies i una línia negra es pot formar en les genives causa del dipòsit de sulfur de bismut.
Pell: Pot provocar irritació. Ulls: Pot provocar irritació.

## Efectes ambientals del bismut
El bismut metàl·lic no es considera tòxic i presenta una amenaça mínima per al medi ambient. Els compostos del bismut són generalment molt poc solubles però han de ser manejats amb cura, ja que només es disposa d'informació limitada dels seus efectes i destinació en el medi ambient.